# Paté
for øen pate (ø) - se denne
Paté er en fars med flere smagsgivende ingredienser. Madretten tilberedes ved blive kogt i en terrin. Der anvendes forskellige ingredienser, som kan omfatte kød fra svinekød, fjerkræ, fisk eller oksekød; fedt, grøntsager, krydderurter, krydderier, vin og brandy.
Patéer som indeholder lever kaldes postejer.